# John Gilling
John Gilling (29 de maig de 1912 - 22 de novembre de 1984) va ser un director de cinema i guionista anglès, nascut a Londres. Era conegut per les seves pel·lícules de terror, especialment les que va fer per a Hammer Films, per a qui va dirigir The Shadow of the Cat (1961), The Plague of the Zombies (1966), The Reptile (1966) i The Mummy's Shroud (1967), entre d'altres.

## Biografia
Gilling va deixar una feina a Anglaterra amb una companyia petroliera als 17 anys i va passar un període a Hollywood, treballant a la indústria cinematogràfica una part del temps, abans de tornar a Anglaterra el 1933. Va entrar immediatament a la indústria cinematogràfica britànica com a muntador i assistent de direcció, començant per Father O'Flynn. Va servir a la Royal Navy a la Segona Guerra Mundial.
Després de la guerra, Gilling va escriure el guió de Black Memory (1947), i va fer el seu debut com a director amb Escape from Broadmoor (1948). Gilling també va produir i dirigir Old Mother Riley Meets the Vampire (també conegut com Vampire Over London / My Son the Vampire) el 1952. Gilling va continuar durant la dècada de 1950 fent segones pel·lícules com ara com The Voice of Merrill per a Tempean Films de Monty Berman i va entrar a la direcció de televisió en diverses sèries britàniques que van rebre distribució internacional com ara Douglas Fairbanks, Jr. ., Presents i Gideon's Way, així com The Saint, The Champions de Monty Berman , i Department S. De les seves pel·lícules per a Tempean, els historiadors del cinema Steve Chibnall i Brian McFarlane diuen: "Gilling mostra en totes elles una capacitat per establir les premisses de les seves trames de manera econòmica i evocadora, per desenvolupar-les amb claredat i rapidesa, per donar una oportunitat als jugadors competents. per donar als seus personatges un sentiment i un detall que van més enllà de l'estereotip, i per fer un ús hàbil d'ubicacions i entorns limitats."
A partir de 1956, Gilling va dirigir i va escriure diverses pel·lícules per a Albert R. Broccoli i Warwick Films de Irving Allen començant per Odongo. Potser la seva millor pel·lícula com a director és La carn i el dimoni (1959), la història de Dr. Robert Knox i els assassinats de West Port, protagonitzats per Peter Cushing i Donald Pleasence. Per a la seva pròpia companyia de producció, John Gilling Enterprises, va fer Fury at Smugglers' Bay el 1961.
Gilling va treballar per primera vegada per a Hammer Films el 1961, dirigint The Shadow of the Cat. Va aconseguir la seva màxima atenció amb diverses de les seves pel·lícules de terror com The Plague of the Zombies i The Reptile, a més de fer les pel·lícules no de terror de Hammer. The Pirates of Blood River (1962) i The Scarlet Blade (1963). Gilling també va dirigir el thriller criminal The Challenge protagonitzada per Anthony Quayle i Jayne Mansfield, la pel·lícula de ciència-ficció The Night Caller (1965) protagonitzada per John Saxon i Maurice Denham, i la segona pel·lícula d'espies de Charles Vine Where the Bullets Fly (1966).
Després d'una darrera ronda de treball a la televisió britànica, Gilling es va traslladar a Espanya, on va sortir de la seva jubilació el 1975 per fer La cruz del diablo, la seva darrera pel·lícula.

## Filmografia

### Director
- Escape from Broadmoor (1948)
- A Matter of Murder (1949)
- No Trace (1950)
- The Quiet Woman (1951)
- The Frightened Man (1952)
- Mother Riley Meets the Vampire (1952)
- The Voice of Merrill (1952)
- Deadly Nightshade (1953)
- Recoil (1953)
- Escape by Night (1953)
- Three Steps to the Gallows (1953)
- Double Exposure (1954)
- The Embezzler (1954)
- Destination Milan (1954)
- The Gilded Cage (1955)
- Tiger by the Tail (1955)
- Odongo (1956)
- The Gamma People (1956)
- Interpol (1957)
- High Flight (1957)
- Conflicte íntim (The Man Inside) (1958)
- El bandit de Zhobe (The Bandit of Zhobe) (1959)
- Idol on Parade (1959)
- La carn i el dimoni (The Flesh and the Fiends) (1960)
- The Challenge (1960)
- Fury at Smugglers' Bay (1961)
- The Shadow of the Cat (1961)
- The Pirates of Blood River (1962)
- Panic (1963)
- The Scarlet Blade (1964)
- Rebel·lió a l'Índia (The Brigand of Kandahar) (1965)
- The Night Caller (1965)
- Where the Bullets Fly (1966)
- The Plague of the Zombies (1966)
- The Reptile (1966)
- The Mummy's Shroud (1967)
- La cruz del diablo (1975)

### Guionista
- Black Memory (1947)
- A Gunman Has Escaped (1948)
- The Greed of William Hart (1948)
- House of Darkness (1948)
- Man in Black (1949)
- The Man from Yesterday (1949)
- A Matter of Murder (1949)
- The Lady Craved Excitement (1950)
- Guilt Is My Shadow (1950)
- Room to Let (1950)
- No Trace (1950)
- Blackout (1950)
- Dark Interval (1950)
- The Rossiter Case (1951)
- The Quiet Woman (1951) (coguionista amb Ruth Adam)
- Chelsea Story (1951)
- Blind Man's Bluff (1952)
- Whispering Smith Hits London (1952)
- The Frightened Man (1952)
- 13 East Street (1952)
- Wings of Danger (1952)
- King of the Underworld (1952)
- The Lost Hours (1952)
- The Voice of Merrill (1952)
- The Steel Key (1953)
- Recoil (1953)
- Escape by Night (1953)
- Three Steps to the Gallows (1953)
- Double Exposure (1954)
- The Embezzler (1954)
- Profile (1954)
- Windfall (1955)
- Tiger by the Tail (1955)
- Bond of Fear (1956)
- Odongo (1956)
- The Gamma People (1956)
- Conflicte íntim (The Man Inside) (1958)
- El bandit de Zhobe (The Bandit of Zhobe) (1959)
- Els assassins del Kilimanjaro (Killers of Kilimanjaro) (1959)
- La carn i el dimoni (The Flesh and the Fiends) (1960)
- The Challenge (1960)
- Fury at Smugglers' Bay (1961)
- The Pirates of Blood River (1962)
- Panic (1963)
- The Scarlet Blade (1964)
- The Gorgon (1964)
- The Secret of Blood Island (1964)
- Rebel·lió a l'Índia (The Brigand of Kandahar) (1965)
- The Mummy's Shroud (1967)
- Trog (1970)
- La cruz del diablo (1975)